# Preporuka Europske unije
Preporuka Europske unije, vrsta pravnog akta Europske unije. Kao takvim, ostvaruju se njime ciljevi utvrđeni ugovorima EU-a. Nije obvezujuća. Preporukom se institucijama omogućuje da iznesu svoja stajališta i predlože način djelovanja, a da pritom ne nameću nikakve pravne obveze onima kojima je upute.